# KLMN
KLMN war ein US-amerikanischer Fernsehsender in Great Falls, Montana, der lokal auf Kanal 26 als Tochtergesellschaft von Fox sendete. Der Sender wurde am 19. Dezember 2000 in Betrieb genommen, Eigentümer war die Equity Media Holdings. 2009 stellte er den Betrieb ein.

## Geschichte
Das KLMN-Rufzeichen wurde einst von der Gesellschaft, die nun als KFTA-TV in Fort Smith, Arkansas gelegen ist, genutzt. KLMN begann das Programm Anfang 2001 als Tochtergesellschaft der Fox Broadcasting Company, und weiteren Programmen von UPN auszustrahlen. Noch bevor die Sendetechnik digitalisiert wurde, stellte KLMN seinen Betrieb 2009 ein.